# Джей Рамадановський
Джей Рамадановський, serb. Џеј Рамадановски (народився 29 квітня 1964 року у Белграді, помер 6 грудня 2020 року там таки) — сербський співак, відомий своїми баладами та емоційним вокальним співом.

## Життєпис
Він народився 29 травня 1964 року у Белграді, Югославія, в родині представників робітничого класу з македонського міста Ресен, і виріс на вулиці Скандербега на Дорчолі, у центрі Белграда. Після знайомства з авторкою пісень Мариною Туцакович, він здобув популярність, посівши друге місце на Міжнародному музичному ярмарку 1987 року (MESAM) з піснею «Zar ja da ti brišem suze». З такими піснями, як «Nedelja» (1991), «Sunce ljubavi» (1995) та «Upalite za mnom sveće» (1996), він став одним із найвідоміших регіональних артистів 1990-х років. Джей посів друге місце на музичному фестивалі 2008 року з «Imati pa nemati», а також був номінований на премію «Народний співак року серед чоловіків» на сербському «Оскарі популярності» у 2011 році.
Крім того, він знявся у фільмах Hajde da se volimo 2 (1989) та Vikend sa ćaletom (2020).
В інтерв'ю «Політиці» він заявив, що пов'язаний з гангстером Ісо Леро «Джамба», який написав деякі його пісні. З колишньою дружиною у нього народилося дві доньки .
6 грудня 2020 року він помер від серцевого нападу, на той час йому було 56 років.